# Phyllotocus scutellaris
Phyllotocus scutellaris är en skalbaggsart som beskrevs av Macleay 1864. Phyllotocus scutellaris ingår i släktet Phyllotocus och familjen Melolonthidae. Inga underarter finns listade i Catalogue of Life.

## Bildgalleri

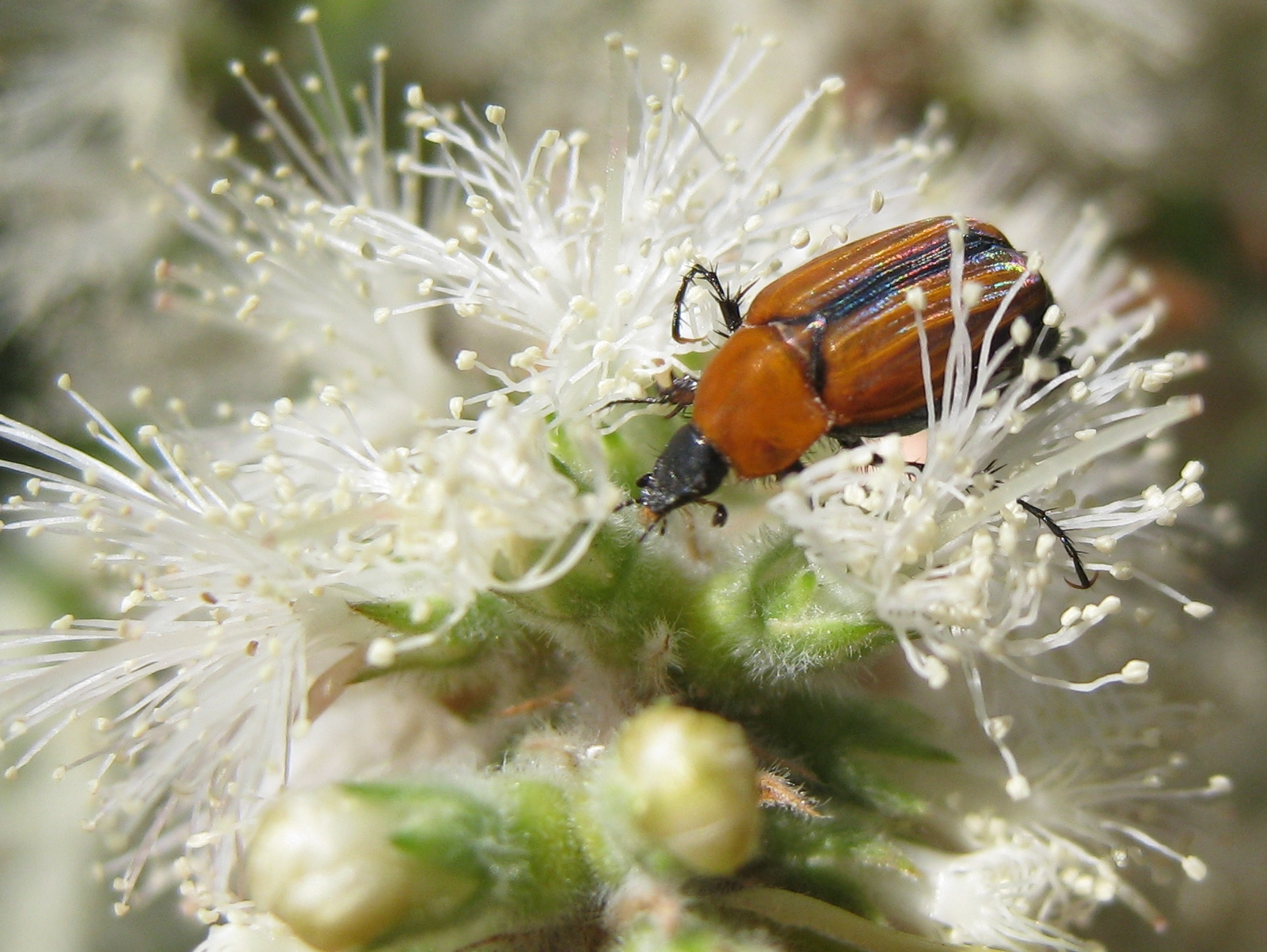